# 譜架

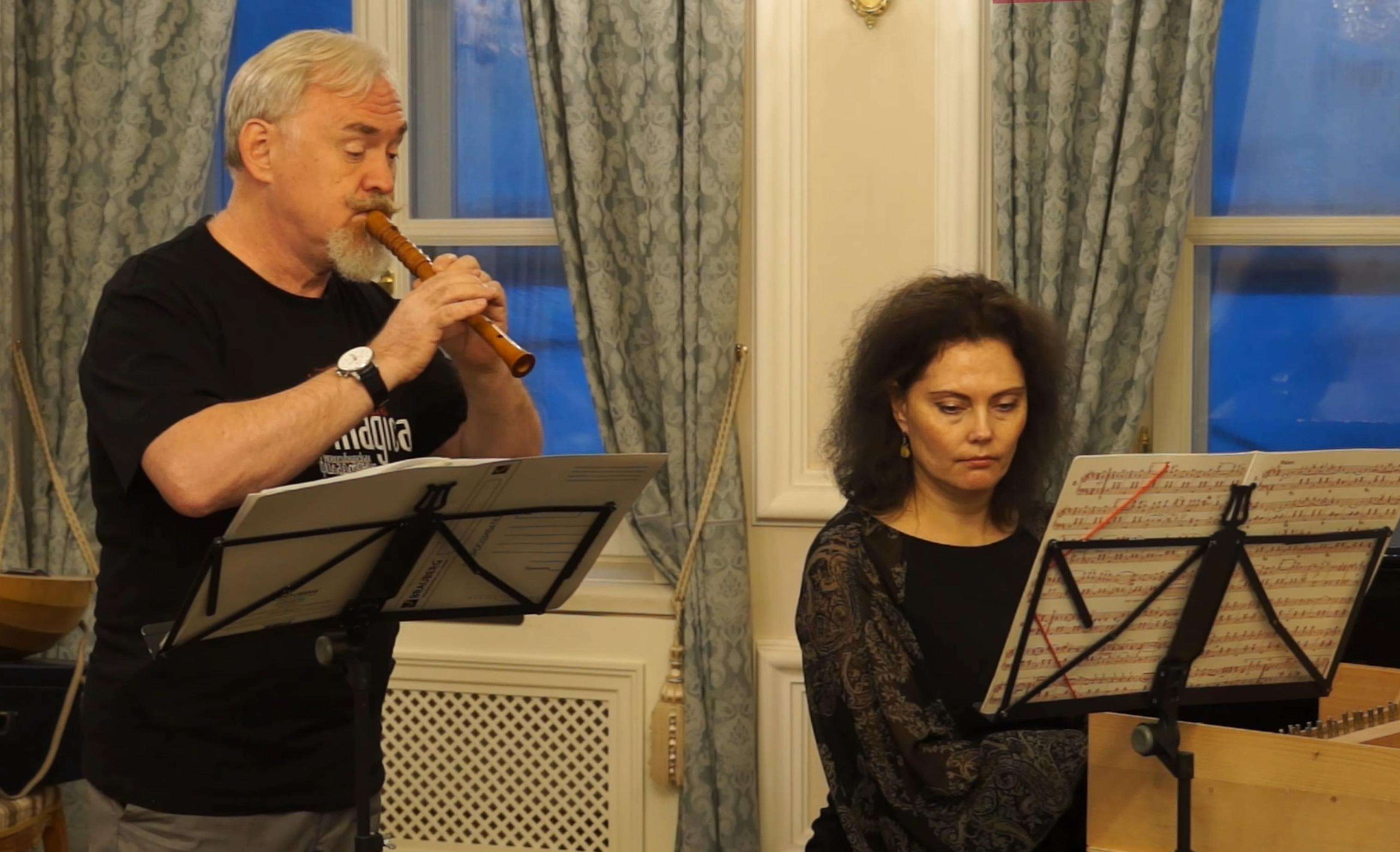
兩個折疊式譜架

譜架是一種專為固定樂譜於演奏者視線範圍內所設計的支架或升高的架子，普遍出現在各種音樂表演場合。 大多數的管弦樂、室內樂、獨奏樂器，如小提琴、雙簧管、小號等，都配備有可調節高度的譜架，以滿足演奏者坐立或站立，甚至是不同身高的需求。許多鍵盤樂器更設計有內置或可拆卸的譜架或支架，方便放置樂譜。
譜架的使用，使音樂家在演奏樂器或指揮的同時，能夠輕鬆閱讀樂譜，因為它解放了音樂雙手，使其專注於演奏。合唱團的歌手多半將樂譜夾在文件夾中，但獨唱音樂會或歌劇表演的歌手，則通常需要背誦歌詞和旋律。然而，對於部分歌手，如酒吧歌手和婚禮歌手等，其曲目可能涵蓋數百首歌曲，要記住所有歌詞實屬不易，因此，譜架成為他們演出時有用的工具。

## 歷史

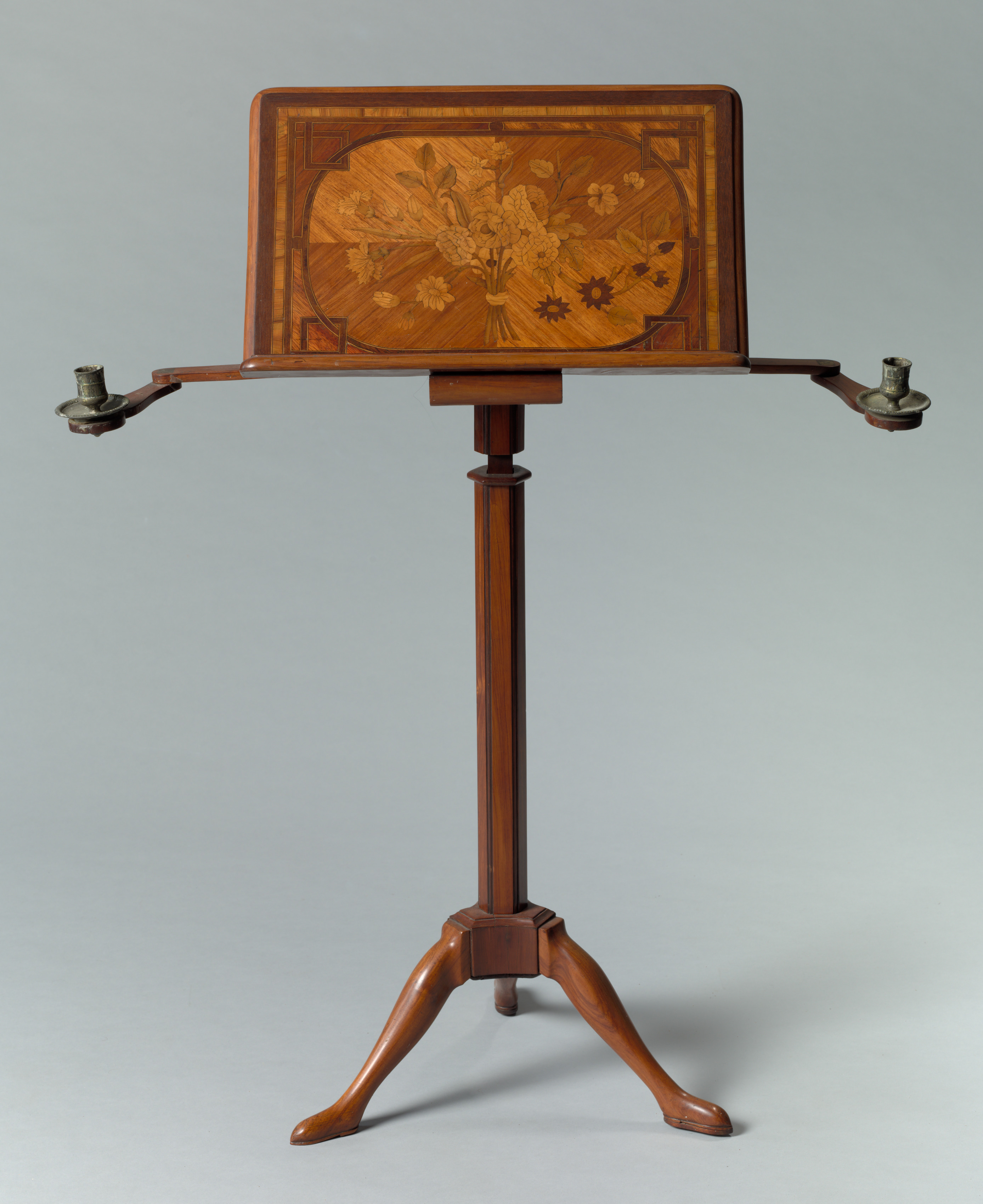
17世紀法國製卡納巴斯（Canabas）風格的譜架，現藏於克利夫蘭藝術博物館

據證據顯示，早在公元前200年中國就有譜架的存在。譜架在歐洲出現的時間要晚得多，因為在這之前，大多數音樂家都是靠記憶演奏或即興演奏的。在16世紀，在家中與一群人一起演奏音樂變得流行，並且印刷的樂譜供業餘愛好者使用。這些樂譜通常放在樂器演奏者面前的桌子或其他平面上。
17世紀初，一些業餘音樂家使用桌上譜架，這是歐洲最早的一種譜架。這些譜架有些至今仍在使用。直到17世紀，西方才開始發展地面譜架。在1730年，這些譜架在法國已經很常見。

## 類型
有幾種類型的譜架，適用於不同的目的和使用者。折疊譜架可以摺疊，便於攜帶。折疊譜架通常由業餘音樂家在練習、排練和演出時使用。專業音樂家更可能將折疊譜架的使用限制在正常表演場地以外的排練（例如在私人住宅中進行的室內樂排練）或小型演出中。非折疊譜架通常由專業管弦樂團和大樂隊在排練和音樂會中使用。

### 折疊式譜架

#### 輕便型
輕便型折疊譜架可以摺疊，便於攜帶。這些譜架通常由金屬製成，設計用來支撐一些頁面的樂譜或薄歌本。金屬折疊譜架經常有實心金屬支撐臂，可以摺疊以支撐超過兩頁的樂譜或大頁面的樂譜。這類譜架通常由青年管弦樂團的音樂學生使用。當摺疊時，折疊譜架可以放入樂器盒或背包中。它們是練習、排練、試鏡和某些類型演出的流行譜架類型。業餘管弦樂團和一些青年管弦樂團可能會要求成員攜帶折疊譜架參加排練，有時甚至參加演出，這可以節省樂團購買或租賃和運輸一個或多個非折疊譜架的成本。

#### 重型型
重型折疊譜架通常使用中空圓柱支柱作為主要支撐，並配有三個圓柱形支柱以確保譜架保持直立。重型譜架可以可靠地支撐厚重的樂譜集或歌曲本。支柱的高度可以升高或降低，以便譜架可以供坐著的表演者（大多數管弦樂器，除了打擊樂器和有時的低音提琴）或站著的表演者使用。

### 專業型
專業管弦樂團、音樂會樂隊和大樂隊通常使用不折疊的重型譜架。這些譜架通常顏色或塗成啞光黑色，以免分散注意力。架子有時在底部有一個配件架，用於放置鉛筆、松香（弦樂器演奏者用）和其他配件。它們有某種類型的三腳架或四腳支架，或者它們有一個重型金屬底座，通常是圓形的。金屬支柱可以升高或降低，以將架子放置在所需的高度。一些架子有穿孔以減輕譜架的重量。

### 指揮譜架
指揮譜架是為管弦樂團、音樂會樂隊、合唱團和大樂隊的指揮而設計的大型重型譜架，用於放置他們的厚重、大尺寸的樂譜。這些譜架通常不設計為易於攜帶，通常是為排練廳或音樂廳的安裝而設計的。指揮譜架需要能夠調整得比樂器演奏者的譜架更平，因為指揮需要閱讀包含所有樂器部分的大總譜。對於某些交響樂，樂譜可能既厚又重；為了確保譜架穩定，指揮譜架需要有一個重型、寬底座和堅固的平台。

### 非便攜型
音樂家可能在家中或音樂工作室中擁有木製或金屬製的譜架，這些譜架不設計為移動使用。由於它們的重量和/或精緻的表面處理，它們旨在在單一位置使用。一些重型譜架由雕刻木材製成，並具有浮雕雕刻和鑲嵌作品。其他重型譜架由黃銅製成，並具有音樂主題的裝飾，如高音譜號。

### 數位譜架
使用電腦屏幕顯示樂譜的數位譜架在1990年代和2000年代開始使用。數位“頁面”可以通過按電子腳踏板來翻頁，從而使表演者能夠在無需僱用或尋找志願者翻頁的情況下演奏室內樂或獨奏曲目。音樂記譜通常顯示在平板顯示器或平板電腦屏幕上。

### 行進樂隊譜架

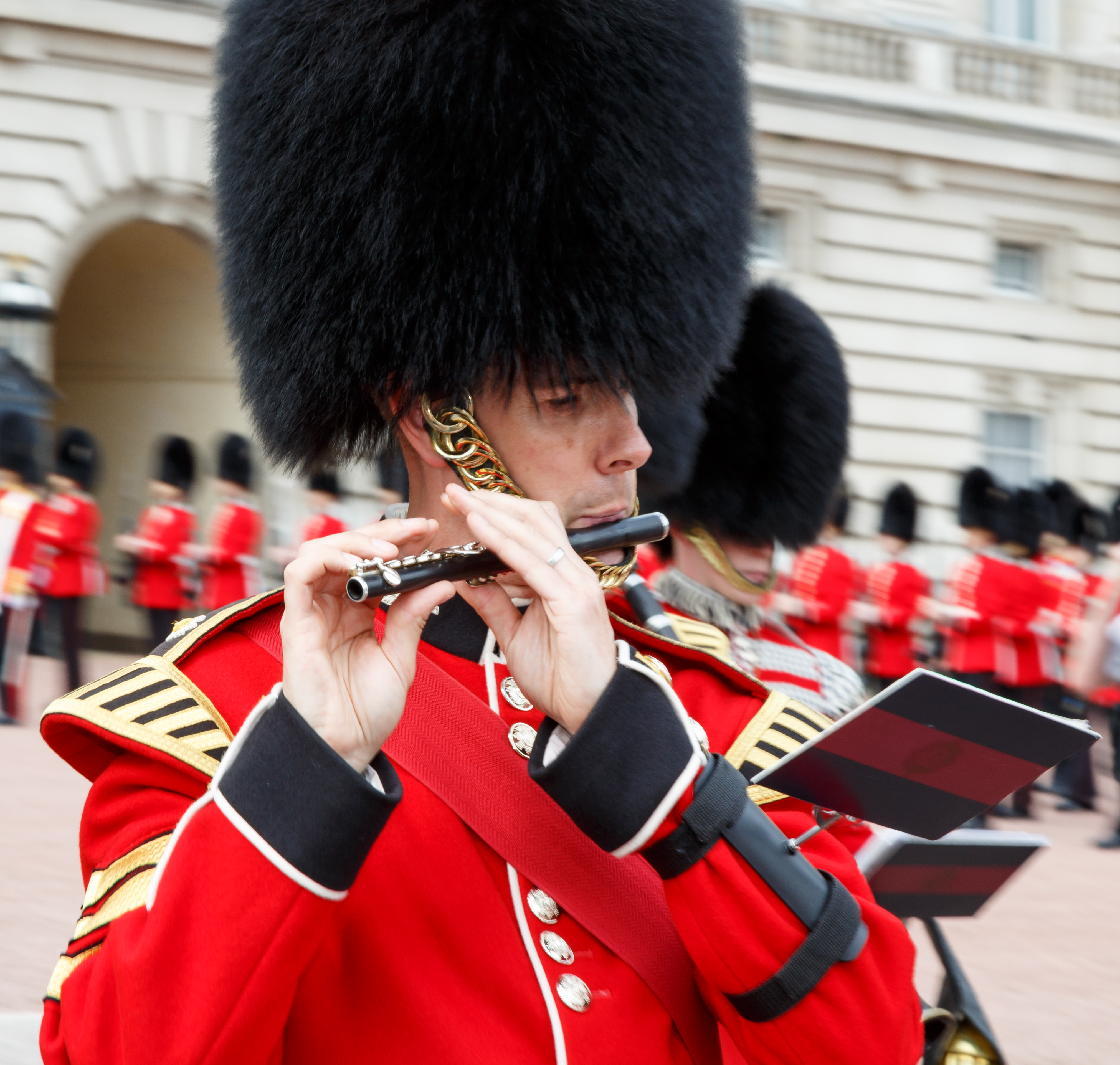
英國御林軍夾子型的譜架，依附在表演者的前臂

一些行進樂隊或銅管樂隊成員使用夾子型的譜架，並附加到樂器上或者演奏者的身體部位。夾子用於固定小塊樂譜，使音樂家在行進時也可以閱讀。

## 挑戰
在歌劇、芭蕾和音樂劇中，樂隊通常在主舞台前面的樂池中演奏，並且位置較低。出於戲劇原因，表演期間舞台有時會變暗，觀眾席的燈光也會關掉。為了看清楚，譜架上會夾上小燈，為避免擾亂觀眾，一些燈上有布罩。最初，譜架燈是白熾燈，由電源供電，但在2000年代，隨著LED燈變得更加實惠，電池供電的LED燈變得廣泛使用。一位加拿大中提琴手發明了一種內置LED燈的譜架，用於黑暗的演出環境。